# 揚川村
揚川村（あがわむら）は、かつて新潟県東蒲原郡にあった村。

## 沿革
- 1889年（明治22年）4月1日 - 町村制施行に伴い東蒲原郡清川村、西村、谷花村が合併して発足。
- 1955年（昭和30年）1月15日 - 村域を二分割し、大字西・清川は東蒲原郡津川町、小川村と合併し、津川町を新設。大字谷花は東蒲原郡三川村、下条村（一部）と合併し、三川村を新設して消滅。

## 学校

### 中学校
- 揚川村立揚川中学校

## 交通

### 鉄道路線
- 日本国有鉄道
  - 磐越西線
    - 津川駅

### 道路
- 若松街道（二級国道115号新潟平線、現・国道49号、一部通行禁止）